# Корналита (Бергамо)
Корналита је насеље у Италији у округу Бергамо, региону Ломбардија.
Према процени из 2011. у насељу је живело 319 становника. Насеље се налази на надморској висини од 547 м.